# Ун-кан
Ун-кан, познат и као Онг-кан, Ван-кан и Торил-хан. у ортографији Марка Пола Ум-кан. Абулфараџ назива га Унг-кан. Био је поглавар племена Керита и владао је у Каракоруму.
По свему судећи Ун-кан је био најмоћнији поглавар у том делу Татарије, и често се означава као велики кан, међутим, кинеске хронике наводе као вазала татарског цара Алтун-кана , тј. Шен-хсија из династије Кин  , владара Лаоса, Кореје и Кине . Према овим хроникама, његово име било је Тогрул, а оуанг или ванг била је само титула коју му је владар доделио за ванредно добро вршење службе, коју је овај придодао титули кана коју је већ имао .